# 江東区立枝川小学校
江東区立枝川小学校（こうとうくりつ えだがわしょうがっこう）は、東京都江東区枝川三丁目に所在する区立小学校。略称は「枝小」。
全校生徒数724名(2012年度)。

## 概要
1960年に開校。併設園として江東区立枝川幼稚園がある。2000年頃から近隣のマンション建設ラッシュに伴い生徒の受け入れが困難になった江東区の小学校の例としてクローズアップ現代やせきらら白書等のテレビ番組の取材が行われた。

## 沿革
- 1960年
  - 4月1日 - 江東区立枝川小学校として開校。
  - 4月7日 - 始業式・入学式挙行、児童数672名。当時は教室数が不足しており、3・4年生は平久小学校の教室を借りて授業を行っていた。
  - 11月 - 校舎増築完成につき、平久小学校からの教室借用を終了する。
  - 12月 - 校舎落成式。
- 1962年5月 - 校舎増築。
- 1963年
  - 6月 - 体育館竣工。
  - 8月 - プール竣工。
- 1974年 - 給食室増築、図工室、理科室など竣工。
- 1975年 - 給食室増築。
- 1977年 - 課外活動として帰国児童への日本語指導が始まる。
- 1978年 - 枝川幼稚園開園。
- 1979年 - 帰国児童への日本語指導の場として『日本語クラブ』を正式に開始。
- 1982年 - 児童数増加と地盤沈下のため、改築を開始。
- 1983年12月 - 新校舎竣工。
- 1985年10月 - 新体育館竣工。
- 2007年3月20日 - 校舎増築。

## 通学区域
- 塩浜2丁目（29番を除く）、枝川2丁目、 枝川3丁目、潮見1丁目、潮見2丁目

## 進学先中学校
- 江東区立深川第八中学校

## 交通
- 東日本旅客鉄道（JR東日本）京葉線潮見駅下車徒歩12分。
- 都営バス業10・錦13甲「枝川二丁目」バス停下車後、徒歩2分。
- 都営バス錦13乙「八枝橋」バス停下車後、徒歩2分。